# Ryszard Czerwiński
Ryszard Czerwiński (ur. 31 października 1954 w Gorzowie Wielkopolskim) – polski bokser, olimpijczyk.
Walczył w kategoriach papierowej (do 48 kg), muszej (do 51 kg) i koguciej (do 54 kg).
W Mistrzostwach Europy w Belgradzie 1973 odpadł w ćwierćfinale wagi papierowej. W 1974 startował w Mistrzostwach Europy Juniorów w Kijowie w wadze muszej, ale przegrał pierwszą walkę. Wziął udział w Igrzyskach Olimpijskich w Moskwie 1980 w wadze koguciej, ale także odpadł w trzeciej rundzie (w drugiej walce) z reprezentantem Rumunii Dumitru Cipere, który później zdobył brązowy medal.
Lepiej wiodło mu się na ringu krajowym. Cztery razy zdobywał mistrzostwo Polski: w wadze papierowej w 1973 i w wadze muszej w 1976, 1977 i 1980. Był też dwukrotnym wicemistrzem w wadze muszej (w 1974 i 1978) i dwukrotnym brązowym medalistą w wadze koguciej (w 1979 i 1982). Trzy razy wystąpił w reprezentacji Polski (1 zwycięstwo i 2 porażki). Zwyciężył m.in. w turniejach o Złoty Pas Polusa (w 1973 i 1974) i Gryfa Szczecińskiego (w 1974).
Stoczył 270 walk, z których wygrał 230, zremisował 7 i przegrał 33. Walczył głównie w klubach pomorskich: Pogoni Szczecin, Stali Stocznia Szczecin i Czarnych Słupsk.